# 吉爾吉斯河流列表
吉爾吉斯河流列表，列舉全部或部分在吉爾吉斯境內的河流，並依照流域排列；支流則由河口至源頭排序。

## 注入鹹海
- 阿姆河：跨國河流。
  - 瓦赫什河：跨國河流，下游位於塔吉克境內。

- 錫爾河：跨國河流。
  - 索赫河：跨國河流，下游位於烏茲別克境內。
  - 卡拉達里亞河：跨國河流，下游位於烏茲別克境內。
  - 納倫河：跨國河流，下游位於烏茲別克境內。

## 注入莫因庫姆沙漠
- 塔拉斯河：跨國河流，下游位於哈薩克境內。

## 注入阿克扎伊肯湖
- 楚河：跨國河流，下游位於哈薩克境內。